# إسكونديدو (كاليفورنيا)
إسكونديدو (بالإنجليزية: Escondido)‏ هي إحدى مدن مقاطعة سان ديغو، كاليفورنيا. تم إعطاءها لقب مدينة في 8 أكتوبر، 1888.

## التركيبة السكانية
حدّد مكتب تعداد الولايات المتحدة بيانات التركيبة السكانية لإسكونديدو في تعداد الولايات المتحدة. في ما يلي، التركيبة السكانية حسب تعدادي 2000 و2010.

### تعداد عام 2000
بلغ عدد سكان إسكونديدو 133,559 نسمة بحسب تعداد عام 2000، وبلغ عدد الأسر 43,817 أسرة وعدد العائلات 31,162 عائلة مقيمة في المدينة. في حين سجلت الكثافة السكانية 1,376.9 نسمة لكل كيلومتر مربع (3,566.2/ميل2). وبلغ عدد الوحدات السكنية 45,050 وحدة بمتوسط كثافة قدره 464.4 لكل كيلومتر مربع (1,202.8/ميل2).
وتوزع التركيب العرقي للمدينة بنسبة 67.82% من البيض و2.25% من الأمريكيين الأفارقة و1.23% من الأمريكيين الأصليين و4.46% من الأمريكيين ذوي الأصول الآسيوية و0.23% من سكان جزر المحيط الهادئ و19.19% من الأعراق الأخرى و4.81% من عرقين مختلطين أو أكثر و38.70% من الهسبانيون أو اللاتينيون من أي عرق.
بلغ عدد الأسر 43,817 أسرة كانت نسبة 42.6% منها لديها أطفال تحت سن الثامنة عشر تعيش معهم، وبلغت نسبة الأزواج القاطنين مع بعضهم البعض 53.9% من أصل المجموع الكلي للأسر، ونسبة 11.7% من الأسر كان لديها معيلات من الإناث دون وجود شريك، بينما كانت نسبة 5.5% من الأسر لديها معيلون من الذكور دون وجود شريكة وكانت نسبة 28.9% من غير العائلات. تألفت نسبة 22.4% من أصل جميع الأسر من عدة أفراد يعيشون في نفس المنزل ونسبة 10.1% كانت تتألف من شخص يعيش بمفرده يبلغ من العمر 65 عاماً أو أكثر. وبلغ متوسط حجم الأسرة المعيشية 3.01، أما متوسط حجم العائلات فبلغ 3.50.
بلغ العمر الوسطي للسكان 31.2 عاماً. وكانت نسبة 29.6% من القاطنين تحت سن الثامنة عشر، وكانت نسبة 10.3% بين الثامنة عشر والرابعة والعشرين عاماً، ونسبة 31.1% كانت واقعةً في الفئة العمرية ما بين الخامسة والعشرين والرابعة والأربعين عاماً، ونسبة 17.4% كانت ما بين الخامسة والأربعين والرابعة والستين، ونسبة 10.3% كانت ضمن فئة الخامسة والستين عاماً فما فوق. يوجد لكل 100 أنثى 98.9 ذكر، ويوجد لكل 100 أنثى في الثامنة عشر من عمرها فما فوق 96.8 ذكر.
بلغ متوسط دخل الأسرة في المدينة 42,567 دولارًا، أما متوسط دخل العائلة فبلغ 48,456 دولارًا. وكان متوسط دخل الذكور 32,627 دولارًا مقابل 27,526 دولارًا للإناث. وسجل دخل الفرد الخاص بالمدينة 18,241 دولارًا. وكانت نسبة 9.3% من العائلات ونسبة 13.4% من السكان تحت خط الفقر، وكان من هؤلاء نسبة 18.4% تحت سن الثامنة عشر ونسبة 5.7% في الخامسة والستين من العمر وما فوق.

### تعداد عام 2010
بلغ عدد سكان إسكونديدو 143,911 نسمة بحسب تعداد عام 2010، وبلغ عدد الأسر 45,484 أسرة وعدد العائلات 32,732 عائلة مقيمة في المدينة. في حين سجلت الكثافة السكانية 1,483.6 نسمة لكل كيلومتر مربع (3,842.5/ميل2). وبلغ عدد الوحدات السكنية 48,044 وحدة بمتوسط كثافة قدره 495.3 لكل كيلومتر مربع (1,282.8/ميل2).
وتوزع التركيب العرقي للمدينة بنسبة 60.37% من البيض و2.49% من الأمريكيين الأفارقة و1.02% من الأمريكيين الأصليين و6.07% من الأمريكيين ذوي الأصول الآسيوية و0.24% من سكان جزر المحيط الهادئ و25.37% من الأعراق الأخرى و4.43% من عرقين مختلطين أو أكثر و48.87% من الهسبانيون أو اللاتينيون من أي عرق.
بلغ عدد الأسر 45,484 أسرة كانت نسبة 41.7% منها لديها أطفال تحت سن الثامنة عشر تعيش معهم، وبلغت نسبة الأزواج القاطنين مع بعضهم البعض 51.7% من أصل المجموع الكلي للأسر، ونسبة 13.4% من الأسر كان لديها معيلات من الإناث دون وجود شريك، بينما كانت نسبة 6.8% من الأسر لديها معيلون من الذكور دون وجود شريكة وكانت نسبة 28% من غير العائلات. تألفت نسبة 20.9% من أصل جميع الأسر من عدة أفراد يعيشون في نفس المنزل ونسبة 9.3% كانت تتألف من شخص يعيش بمفرده يبلغ من العمر 65 عاماً أو أكثر. وبلغ متوسط حجم الأسرة المعيشية 3.12، أما متوسط حجم العائلات فبلغ 3.57.
بلغ العمر الوسطي للسكان 32.5 عاماً. وكانت نسبة 27.6% من القاطنين تحت سن الثامنة عشر، وكانت نسبة 10.7% بين الثامنة عشر والرابعة والعشرين عاماً، ونسبة 28.5% كانت واقعةً في الفئة العمرية ما بين الخامسة والعشرين والرابعة والأربعين عاماً، ونسبة 22.6% كانت ما بين الخامسة والأربعين والرابعة والستين، ونسبة 10.5% كانت ضمن فئة الخامسة والستين عاماً فما فوق. وتوزع التركيب الجنسي للسكان بنسبة 49.5% ذكور و50.5% إناث.

## المناخ
يظهر الجدول التالي التغييرات المناخية على مدار السنة لإسكونديدو:
| البيانات المناخية لـإسكونديدو     | البيانات المناخية لـإسكونديدو | البيانات المناخية لـإسكونديدو | البيانات المناخية لـإسكونديدو | البيانات المناخية لـإسكونديدو | البيانات المناخية لـإسكونديدو | البيانات المناخية لـإسكونديدو | البيانات المناخية لـإسكونديدو | البيانات المناخية لـإسكونديدو | البيانات المناخية لـإسكونديدو | البيانات المناخية لـإسكونديدو | البيانات المناخية لـإسكونديدو | البيانات المناخية لـإسكونديدو | البيانات المناخية لـإسكونديدو |
| الشهر                             | يناير                         | فبراير                        | مارس                          | أبريل                         | مايو                          | يونيو                         | يوليو                         | أغسطس                         | سبتمبر                        | أكتوبر                        | نوفمبر                        | ديسمبر                        | المعدل السنوي                 |
| --------------------------------- | ----------------------------- | ----------------------------- | ----------------------------- | ----------------------------- | ----------------------------- | ----------------------------- | ----------------------------- | ----------------------------- | ----------------------------- | ----------------------------- | ----------------------------- | ----------------------------- | ----------------------------- |
| الدرجة القصوى °ف (°م)             | 91 (33)                       | 94 (34)                       | 98 (37)                       | 103 (39)                      | 104 (40)                      | 105 (41)                      | 110 (43)                      | 109 (43)                      | 111 (44)                      | 106 (41)                      | 98 (37)                       | 92 (33)                       | 111 (44)                      |
| متوسط درجة الحرارة الكبرى °ف (°م) | 68.8 (20.4)                   | 69.1 (20.6)                   | 71.1 (21.7)                   | 74.9 (23.8)                   | 77.8 (25.4)                   | 82.1 (27.8)                   | 87.4 (30.8)                   | 89.0 (31.7)                   | 86.5 (30.3)                   | 80.6 (27.0)                   | 74.2 (23.4)                   | 68.3 (20.2)                   | 77.5 (25.3)                   |
| متوسط درجة الحرارة الصغرى °ف (°م) | 43.1 (6.2)                    | 44.6 (7.0)                    | 47.2 (8.4)                    | 50.6 (10.3)                   | 54.9 (12.7)                   | 58.5 (14.7)                   | 62.4 (16.9)                   | 63.4 (17.4)                   | 61.5 (16.4)                   | 55.4 (13.0)                   | 47.6 (8.7)                    | 41.9 (5.5)                    | 52.6 (11.4)                   |
| أدنى درجة حرارة °ف (°م)           | 22 (−6)                       | 26 (−3)                       | 26 (−3)                       | 29 (−2)                       | 35 (2)                        | 38 (3)                        | 41 (5)                        | 36 (2)                        | 38 (3)                        | 32 (0)                        | 26 (−3)                       | 24 (−4)                       | 22 (−6)                       |
| الهطول إنش (مم)                   | 3.03 (77)                     | 3.41 (87)                     | 2.65 (67)                     | 1.15 (29)                     | 0.25 (6.4)                    | 0.12 (3.0)                    | 0.08 (2.0)                    | 0.08 (2.0)                    | 0.21 (5.3)                    | 0.71 (18)                     | 1.17 (30)                     | 2.14 (54)                     | 15 (380.7)                    |
| المصدر: NOAA                      |                               |                               |                               |                               |                               |                               |                               |                               |                               |                               |                               |                               |                               |

## أعلام
- دوني لوسي
- راي كونيف
- هارولد بلوم
- دوروثي تشيني
- ليستير بانجز
- بريان فاغنر
- ستيف ريفز
- كريس نيلسون
- ريتشارد دينينغ
- نيل هاميلتون